# Predikaren
Predikaren är en skrift i judendomens Ketuvim och kristendomens Gamla Testamentet. Predikaren skiljer sig mycket från de andra böckerna i Bibeln till resonemang och ton.
Predikaren är "kung över Israel i Jerusalem" och son av David. Endast en av Davids söner härskade över Israel ifrån Jerusalem, Salomo, då riket delades i tiostammarsriket Israel och tvåstammarsriket Juda efter hans död. 
Predikaren har en pessimistisk och fatalistisk grundton, om att människans strävan efter livets goda leder till fåfänga och tomhet. Profetens råd är att frukta Gud och hålla hans bud.
Predikaren utger sig för att vara ett verk av Israels kung Salomo, men är rimligen långt yngre, troligen från 300-talet f.Kr. eller 200-talet f.Kr.